# Casals Catalans

Logotip de Comunitats Catalanes de l'Exterior

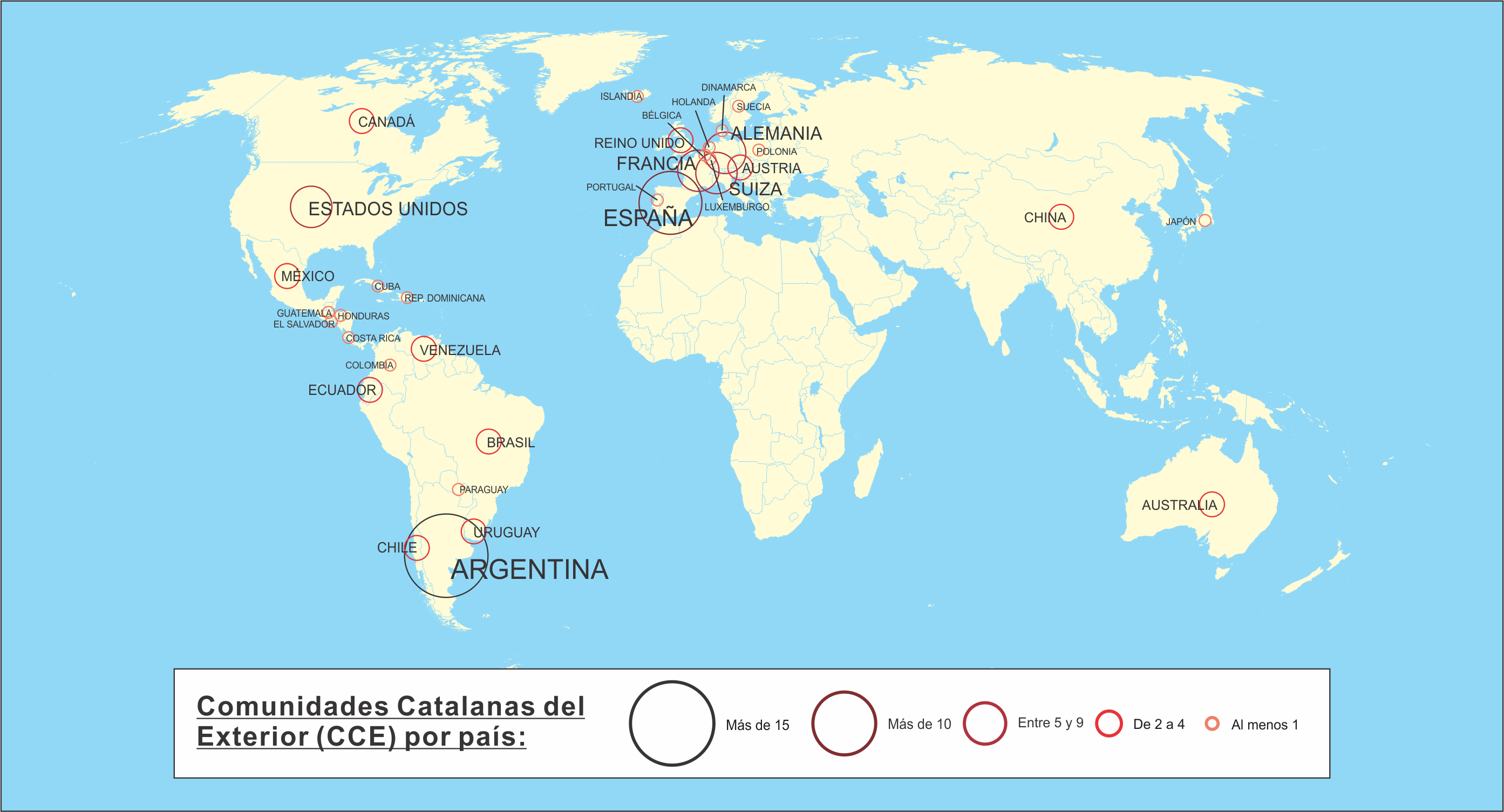
Mapa del món amb totes les Comunitats Catalanes de l'Exterior, tenint en compte la proporció per país.

Els Casals catalans o Comunitats catalanes de l'exterior són associacions de catalans residents fora de Catalunya. Durant anys, han tingut un paper clau en la difusió de la cultura catalana i, en especial, de la llengua catalana. En l'actualitat, es compten més d'un centenar de casals establerts en uns quaranta països. La Generalitat de Catalunya els dona cobertura i suport des de la Secretaria d'Afers Exteriors. La Generalitat reconeix cada entitat a través d'un acord del Govern, prèvia sol·licitud de l'entitat, i d'acord amb la Llei 18/1996, de 27 de desembre, de relacions amb les comunitats catalanes de l'exterior.
El primer casal català va ser fundat l'any 1840 a l'Havana (Cuba), amb el nom de «Sociedad de Beneficiencia de Naturales de Cataluña». El Cercle Català de Marsella és el casal català més antic d'Europa, i fou fundat l'any 1918 per voluntaris catalans que havien lluitat a la Primera Guerra Mundial.
També existeixen "cases balears" i "centres valencians", que estan regulats i reben el suport dels governs respectius. El precedent més antic dels casals que funcionen dins l'estat espanyol és la Casa de València, a Madrid. Es va originar en el segle XVIII, quan es va fundar la Confraria de la Mare de Déu dels Desemparats, secció de l'Hospital de la Corona d'Aragó de la que formaven part aragonesos, valencians i catalans. El 1918, els nombrosos valencians que vivien a Madrid, molts d'ells tarongers, orxaters i seders, van fundar la Casa de València.
El gener del 2018, amb l'aplicació a Catalunya de l'article 155 de la Constitució espanyola que permet la intervenció de les finances de la Generalitat, els casals no rebran la subvenció anual (en aquest cas un milió d'euros), el que ha estat interpretat per certa premsa catalana com un "càstig" per l'Estat espanyol.

## Llista

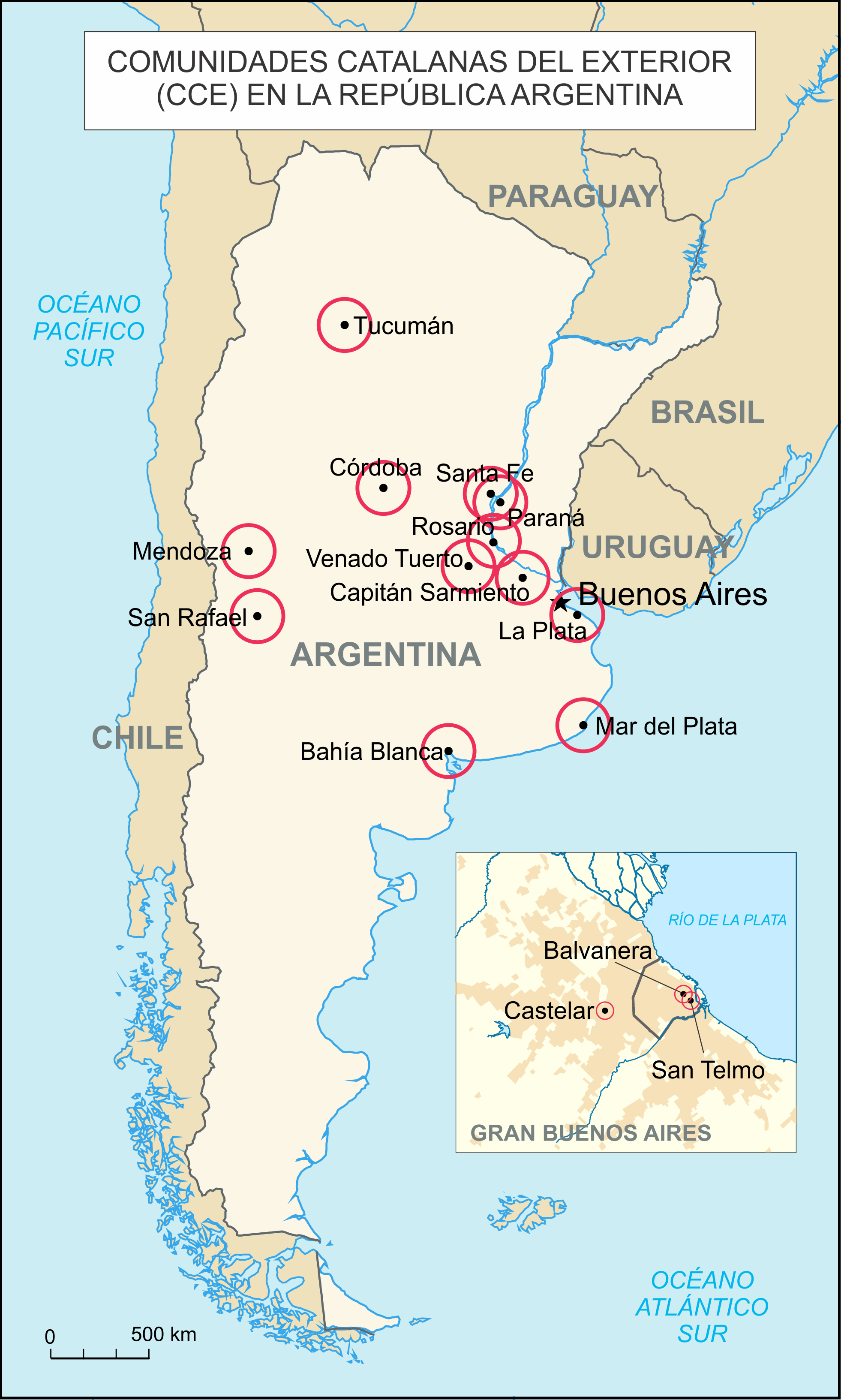
Mapa de l'Argentina amb totes les Comunitats Catalanes de l'Exterior. L'Argentina és l'estat amb un nombre més gran d'entitats.

| Nom                                                                | Ciutat                     | Estat                | Observacions | Pàgina web                            |  |
| ------------------------------------------------------------------ | -------------------------- | -------------------- | --- | ------------------------------------- |  |
| Casal Català a Tokyo                                               | Tòquio                     | Japó                 | |                                       |  |
| Centre Català de Kansai                                            | Kansai                     | Japó                 | |                                       |  |
| Casal Català de Beijing                                            | Pequín                     | Xina                 | Associació Catalana de la Xina |                                       |  |
| Casal Català de Shanghai                                           | Xangai                     | Xina                 | Associació Catalana de la Xina. Fundat l'any 2005 | Arxivat 2013-10-20 a Wayback Machine. |  |
| Casal Català de Berlín                                             | Berlín                     | Alemanya             | Fundat l'any 2002 |                                       |  |
| Casal Català de Hannover                                           | Hannover                   | Alemanya             | |                                       |  |
| Associació Germano-Catalana                                        |                            | Alemanya             | Entitat de caràcter acadèmic |                                       |  |
| Centre Cultural Català de Colònia                                  | Colònia                    | Alemanya             | Fundat l'any 1997 |                                       |  |
| Associació Catalana d'Essen                                        | Essen                      | Alemanya             | | Arxivat 2017-06-03 a Wayback Machine. |  |
| El Pont Blau e.V.                                                  | Hamburg                    | Alemanya             | Associació catalana d'Hamburg |                                       |  |
| Associació Catalana de Frankfurt                                   | Frankfurt                  | Alemanya             | Catalans de Frankfurt |                                       |  |
| Casal Català de Múnic                                              | Múnic                      | Alemanya             | Es va fundar l'Octubre del 2012 i fou reconegut com a Comunitat Catalana de l'Exterior per la Generalitat de Catalunya el 29 d'octubre del 2013.                                                                          |                                       |  |
| Casal Català de Salzburg                                           | Salzburg                   | Àustria              | |                                       |  |
| Casal Català de Viena                                              | Viena                      | Àustria              | | Arxivat 2008-04-20 a Wayback Machine. |  |
| Casal Català de Brussel·les                                        | Brussel·les                | Bèlgica              | Fundat el 1930 per exiliats polítics catalans, incloent-ne Francesc Macià i Ventura Gassol. |                                       |  |
| Casal Català de Cultura de Copenhaguen (CatalansDK)                | Copenhaguen                | Dinamarca            | Fou inaugurat per l'aleshores president de la Generalitat de Catalunya Jordi Pujol el 22 d'abril de 1996. |                                       |  |
| Centre Català de Còrdova                                           | Còrdova                    | Espanya              | |                                       |  |
| Cercle Català de Madrid                                            | Madrid                     | Espanya              | |                                       |  |
| Casal de Catalunya de Sevilla                                      | Sevilla                    | Espanya              | |                                       |  |
| Casa Catalana de Saragossa                                         | Saragossa                  | Espanya              | |                                       |  |
| Casa Catalana de Las Palmas                                        | Las Palmas de Gran Canaria | Espanya              | |                                       |  |
| Casal Català de Tenerife                                           |                            | Espanya              | | Arxivat 2011-04-17 a Wayback Machine. |  |
| Cercle Català d'Araba                                              | Vitòria                    | Espanya              | |                                       |  |
| Associació Espai Catalunya Topalekua                               | Sant Sebastià              | Espanya              | | Arxivat 2016-04-23 a Wayback Machine. |  |
| Casal Bilbao                                                       | Bilbao                     | Espanya              | | Arxivat 2020-05-25 a Wayback Machine. |  |
| Casa Catalana de Mallorca                                          | Palma                      | Espanya              | |                                       |  |
| Casal Català de Menorca                                            | Maó                        | Espanya              | | Arxivat 2017-02-02 a Wayback Machine. |  |
| Centre de la Cultura Catalana                                      | Andorra la Vella           | Andorra              | | Arxivat 2009-05-15 a Wayback Machine. |  |
| Casal de Catalunya de París                                        | París                      | França               | |                                       |  |
| Casal Català de Nantes Tirant Lo Blanc                             | Nantes                     | França               | |                                       |  |
| Amicale dels Catalans d'Alsàcia                                    |                            | França               | |                                       |  |
| Casal Català de Grenoble                                           | Grenoble                   | França               | |                                       |  |
| Cercle Català de Marsella                                          | Marsella                   | França               | | Arxivat 2019-02-22 a Wayback Machine. |  |
| Casal Català de Tolosa de Llenguadoc                               | Tolosa                     | França               | |                                       |  |
| Cadres Catalans de Tolosa de Llenguadoc                            | Tolosa                     | França               | |                                       |  |
| Aire Nou                                                           | Bao                        | França               | |                                       |  |
| El Casal de Perpinyà                                               | Perpinyà                   | França               | |                                       |  |
| Casal Català d'Irlanda                                             | Dublín                     | Irlanda              | | Arxivat 2017-05-16 a Wayback Machine. |  |
| Catalans a Dublín                                                  | Dublín                     | Irlanda              | | Arxivat 2019-04-28 a Wayback Machine. |  |
| Societat de Beneficència dels Catalans de Dublín                   | Dublín                     | Irlanda              | |                                       |  |
| Casal Català a Islàndia                                            | Reykjavík                  | Islàndia             | |                                       |  |
| Associació Catalans a Roma                                         | Roma                       | Itàlia               | | Arxivat 2012-01-09 a Wayback Machine. |  |
| Casal Català d'Itàlia                                              | Venècia                    | Itàlia               | Fundat l'any 2014 |                                       |  |
| Centre Català de Luxemburg                                         | Luxemburg                  | Luxemburg            | Fundat l'any 1987 |                                       |  |
| Casal Català dels Països Baixos                                    |                            | Països Baixos        | | Arxivat 2016-04-23 a Wayback Machine. |  |
| Casal Català de Lisboa                                             | Lisboa                     | Portugal             | |                                       |  |
| Casal Català de Londres Catalans UK                                | Londres                    | Regne Unit           | |                                       |  |
| Centre Català d'Escòcia                                            | Edimburg                   | Regne Unit           | | Arxivat 2019-08-16 a Wayback Machine. |  |
| Les Quatre Barres                                                  | Estocolm                   | Suècia               | |                                       |  |
| Casa Nostra de Baden-Wettingen                                     | Wettingen                  | Suïssa               | |                                       |  |
| Casa Nostra de Basilea                                             | Basilea                    | Suïssa               | | Arxivat 2011-12-12 a Wayback Machine. |  |
| Amics Catalans de Berna                                            | Berna                      | Suïssa               | | Arxivat 2016-06-02 a Wayback Machine. |  |
| Casa Nostra de Winterthur i Schaffhausen                           | Winterthur i Schaffhausen  | Suïssa               | |                                       |  |
| Casal Català de Zuric                                              | Zúric                      | Suïssa               | Casa Nostra de Zuric |                                       |  |
| Casa Nostra de Suïssa                                              |                            | Suïssa               | | Arxivat 2008-06-05 a Wayback Machine. |  |
| Centre Català de Lausana                                           | Lausana                    | Suïssa               | | Arxivat 2016-01-17 a Wayback Machine. |  |
| Casal Català de Bahía Blanca                                       | Bahía Blanca               | Argentina            | |                                       |  |
| Casal Català de Córdoba                                            | Córdoba                    | Argentina            | | Arxivat 2014-08-22 a Wayback Machine. |  |
| Casal Català de Mar del Plata                                      | Mar del Plata              | Argentina            | |                                       |  |
| Casal de Catalunya de Buenos Aires                                 | Buenos Aires               | Argentina            | |                                       |  |
| Casal dels Països Catalans de La Plata                             | La Plata                   | Argentina            | |                                       |  |
| Associació Catalana de Socors Mutus "Montepio de Montserrat"       | Buenos Aires               | Argentina            | Fundat l'any 1857 |                                       |  |
| Centre Català de Mendoza                                           | Mendoza                    | Argentina            | |                                       |  |
| Agrupació Cultural Catalana de Mendoza                             | Mendoza                    | Argentina            | |                                       |  |
| Les Quatre Barres                                                  | Castelar                   | Argentina            | És la seu de la colla castellera 'Les Quatre Barres'. |                                       |  |
| Mutual Catalana Germanor                                           |                            | Argentina            | |                                       |  |
| Casal de Catalunya de Paraná                                       | Paraná                     | Argentina            | |                                       |  |
| Agrupació Catalana Pergamino                                       |                            | Argentina            | |                                       |  |
| Centre Català de Rosario                                           | Rosario                    | Argentina            | | Arxivat 2016-03-18 a Wayback Machine. |  |
| Casal de Catalunya de Santa Fe                                     | Santa Fe                   | Argentina            | |                                       |  |
| Centre Català de Venado Tuerto                                     | Venado Tuerto              | Argentina            | | Arxivat 2014-05-16 a Wayback Machine. |  |
| Associação Cultural Catalonia                                      | São Paulo                  | Brasil               | |                                       |  |
| Instituto Brasileiro de Filosofia e Ciência Raimundo Lúlio         | São Paulo                  | Brasil               | Entitat de caràcter acadèmic | Arxivat 2017-09-13 a Wayback Machine. |  |
| Club Brasilero-Català de Negocis                                   | São Paulo                  | Brasil               | Entitat de caràcter empresarial | Arxivat 2008-10-15 a Wayback Machine. |  |
| Casal dels Països Catalans de Toronto                              | Toronto                    | Canadà               | | Arxivat 2009-06-03 a Wayback Machine. |  |
| Casal Català de Vancouver                                          | Vancouver                  | Canadà               | |                                       |  |
| Casal Català del Quebec                                            | Mont-real                  | Canadà               | |                                       |  |
| Casal Català d'Antioquia                                           | Envigado                   | Colòmbia             | |                                       |  |
| Comunitat Catalana de Colòmbia                                     |                            | Colòmbia             | |                                       |  |
| Casal Català de Costa Rica                                         | Costa Rica                 | Costa Rica           | |                                       |  |
| Societat de Beneficència de Naturals i Descendents de Catalunya    | L'Havana                   | Cuba                 | Fundat l'any 1840 |                                       |  |
| Casal Català d'El Salvador                                         | San Salvador               | El Salvador          | | Arxivat 2017-02-01 a Wayback Machine. |  |
| Casal Català de Cuenca                                             | Cuenca                     | Equador              | |                                       |  |
| Casal Català de Guayaquil                                          | Guayaquil                  | Equador              | Entitat de difusió de la cultura i llengua catalana, suport a la migració i desenvolupament de la comunitat. |                                       |  |
| Casal Català de Quito                                              | Quito                      | Equador              | | Arxivat 2021-11-28 a Wayback Machine. |  |
| Associació Catalana-Equatoriana de Negocis                         |                            | Equador              | Entitat de caràcter empresarial | Arxivat 2016-10-01 a Wayback Machine. |  |
| American Institute for Catalan Studies                             | Houston                    | Estats Units         | |                                       |  |
| Associació de Catalans de la Universitat de Califòrnia             |                            | Estats Units         | |                                       |  |
| Casal Català de la Bay Area i Nord de Califòrnia                   | San Francisco              | Estats Units         | Casal fundat el 1991, agrupa als catalans de l'àrea de la badia de San Francisco. https://www.catalansbayarea.com/ |                                       |  |
| Casal dels Catalans de Califòrnia                                  |                            | Estats Units         | |                                       |  |
| Casal dels Països Catalans a Califòrnia                            |                            | Estats Units         | |                                       |  |
| Casal dels Països Catalans a Cleveland                             | Cleveland                  | Estats Units         | |                                       |  |
| Casal Català a Minnesota                                           | Minnesota                  | Estats Units         | |                                       |  |
| Catalan Institute of America                                       | Nova York                  | Estats Units         | |                                       |  |
| Friends of Catalonia Miami                                         | Miami                      | Estats Units         | |                                       |  |
| Fundació Paulí Bellet                                              | Kensington                 | Estats Units         | |                                       |  |
| North American Catalan Society                                     |                            | Estats Units         | Entitat de caràcter acadèmic | Arxivat 2011-08-31 a Wayback Machine. |  |
| Casal Català de Seattle                                            | Seattle                    | Estats Units         | | Arxivat 2014-04-07 a Wayback Machine. |  |
| Casal Català a Puerto Rico                                         |                            | Puerto Rico          | |                                       |  |
| Casal Català de Guatemala                                          |                            | Guatemala            | |                                       |  |
| Associació Catalana d'Hondures                                     |                            | Hondures             | |                                       |  |
| Centre Català de Guadalajara                                       | Guadalajara                | Mèxic                | |                                       |  |
| Orfeó Català de Mèxic                                              | Ciutat de Mèxic            | Mèxic                | |                                       |  |
| Casal Català de Puebla                                             | Puebla                     | Mèxic                | |                                       |  |
| Casal Virolai de Querétaro                                         | Querétaro                  | Mèxic                | |                                       |  |
| Casal Català de la Península de Yucatán                            |                            | Mèxic                | |                                       |  |
| Club d'Empresaris Catalans a Mèxic                                 |                            | Mèxic                | Entitat de caràcter empresarial |                                       |  |
| Centre Català d'Asunción                                           | Asunción                   | Paraguai             | |                                       |  |
| Casal Catalunya                                                    |                            | Perú                 | |                                       |  |
| Casal Català de Santo Domingo                                      | Santo Domingo              | República Dominicana | |                                       |  |
| Casal Català de Montevideo                                         | Montevideo                 | Uruguai              | |                                       |  |
| Associació d'Empresaris d'Ascendència Catalana a l'Uruguai         |                            | Uruguai              | Entitat de caràcter empresarial | Arxivat 2012-01-13 a Wayback Machine. |  |
| Centre Català de Caracas                                           | Caracas                    | Veneçuela            | |                                       |  |
| Associació "Nova Catalunya" de Joan Orpí                           |                            | Veneçuela            | |                                       |  |
| Associació Veneçolana d'Empresaris d'Ascendència Catalana          | Caracas                    | Veneçuela            | Entitat de caràcter empresarial |                                       |  |
| Centre Català de Santiago de Xile                                  | Santiago de Xile           | Xile                 | | Arxivat 2019-05-08 a Wayback Machine. |  |
| Centre Català de Viña del Mar                                      | Viña del Mar               | Xile                 | |                                       |  |
| Agrupació d'Empresaris d'Ascendència Catalana                      | Santiago de Xile           | Xile                 | Entitat de caràcter empresarial | Arxivat 2007-04-05 a Wayback Machine. |  |
| Federació d'Entitats Empresarials d'Ascendència Catalana d'Amèrica |                            | Xile                 | Entitat de caràcter empresarial |                                       |  |
| Radiodifusió Catalana                                              | Melbourne                  | Austràlia            | De 1989 al 2002 va emetre un programa de ràdio a l'estat australià de Victòria, dedicat a la musica i cultura del Principat, el País Valencià i ses Illes. Publica l'edició local Austràlia del diari electrònic Vilaweb. | Arxivat 2008-09-15 a Wayback Machine. |  |
| Casal Català de Victòria                                           | Victòria                   | Austràlia            | |                                       |  |
| Casal Català of New South Wales                                    |                            | Austràlia            | |                                       |  |
| Casal Català de Sydney                                             | Sydney                     | Austràlia            | Fou fundat oficialment el 1982 i va tenir una forta embranzida gràcies a l'activisme de Pere Agustí i Molière. Actualment està en fase de refundació.                                                                     |                                       |  |